# Scambus flavipes
Scambus flavipes är en stekelart som först beskrevs av Cameron 1904.  Scambus flavipes ingår i släktet Scambus och familjen brokparasitsteklar. Inga underarter finns listade i Catalogue of Life.